# Fairview Cemetery

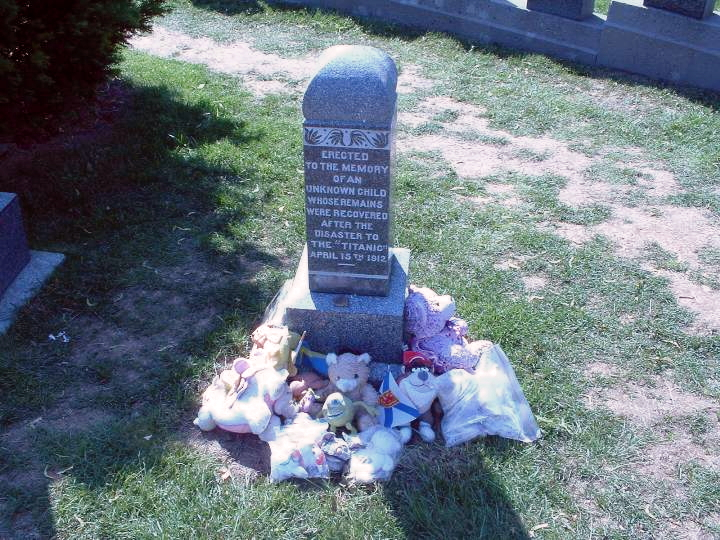
Grab von Sidney Leslie Goodwin auf dem Fairview Cemetery

Fairview Cemetery ist ein kanadischer Friedhof in Halifax, Nova Scotia.

## Geschichte
Neben vielen Persönlichkeiten der Stadt Halifax sind auf dem Fairview Cemetery insgesamt 121 Opfer der Titanic-Katastrophe beerdigt, von denen einige niemals identifiziert wurden. Weitere 29 Opfer liegen auf dem Mount Olivet Cemetery und dem Baron de Hirsch Cemetery in Halifax.
Eine der bekanntesten Persönlichkeiten, die auf dem Fairview Cemetery ihre Ruhestätte fanden, ist John Law Hume, bekannt als „Jock“, der Violinist im Schiffsorchester war. Humes Grab trägt, wie die meisten Gräber der Titanic-Opfer, neben dem Namen nur die Inschrift: Died April 15, 1912. 193. Die 193 war die Nummer von Humes Leiche, die auf dem Rettungsschiff vergeben wurde, das ihn aufgefunden hatte.

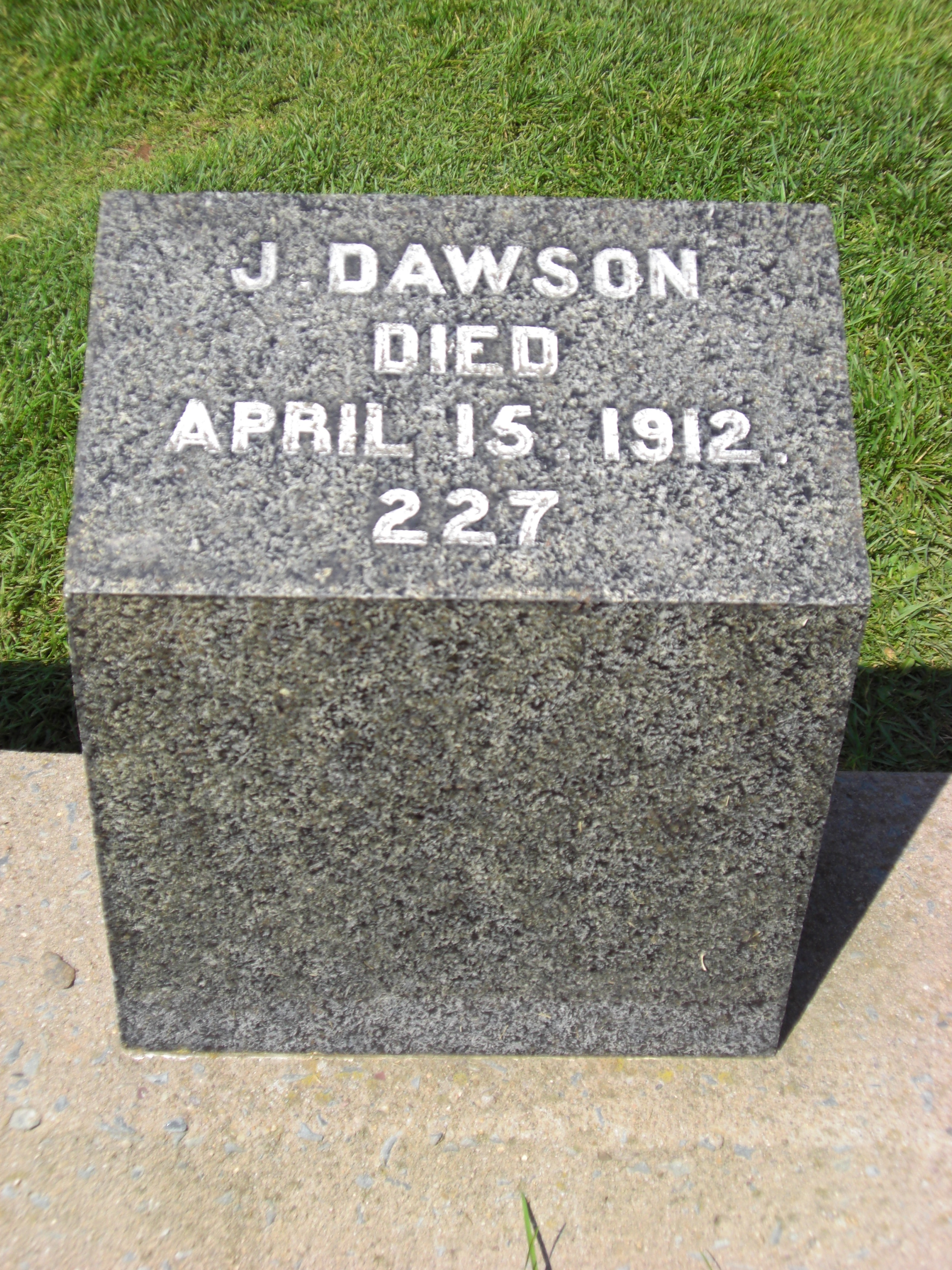
Grabstein von Joseph Dawson

Ein weiterer bekannter Grabstein auf dem Fairview Cemetery ist der eines nicht identifizierten Kindes, das an der Unglücksstelle aufgefunden wurde. Er trägt die Inschrift: Erected to the memory of an unknown child whose remains were recovered after the disaster to the "Titanic" April 15th 1912. Im November 2002 wurde nach einer DNA-Analyse bekannt gegeben, im Grab ruhe der dreizehn Monate alte Eino Viljami Panula aus Finnland, was sich aber als falsch herausstellte. Die tatsächliche Identität des Kindes wurde im August 2007 durch eine weitere DNA-Analyse geklärt. Es handelte sich um den neunzehn Monate alten Sidney Leslie Goodwin aus Großbritannien, der zusammen mit seinen Eltern und Geschwistern bei dem Unglück umgekommen war.
Der Grabstein mit der Nummer 227 trägt neben dem Todesdatum den Namen J. Dawson. Seit dem Erscheinen des Films Titanic 1997 wurde dieses Grab von vielen Fans für das von Jack Dawson gehalten, der fiktionalen Figur, die von Leonardo DiCaprio verkörpert wurde, die aber niemals existierte. Tatsächlich steht das „J.“ für „Joseph“, denn Joseph James Dawson war Kohlentrimmer bzw. Heizer auf der Titanic. Trotzdem pilgern seither viele Fans zu diesem Grab und hinterlassen Blumen und Kerzen.